# محوطه شفیع دره سی ۲
محوطه شفیع دره سی ۲ در شهرستان بوئین‌زهرا، بخش آوج، روستای آدار واقع شده و این اثر در تاریخ ۲۵ اسفند ۱۳۸۰ با شمارهٔ ثبت ۵۵۲۰ به‌عنوان یکی از آثار ملی ایران به ثبت رسیده است.